# 5 bambole per la luna d'agosto
5 bambole per la luna d'agosto è un film thriller italiano del 1970 diretto da Mario Bava.
È liberamente ispirato al romanzo di Agatha Christie Dieci piccoli indiani.

## Trama
Il professor Frick Kruger, inventore di una nuova e rivoluzionaria resina sintetica, viene invitato insieme alla moglie a passare un week-end nella villa di un ricco industriale in un'isola deserta, nella quale sono ospiti altre persone, altri industriali interessati alla scoperta e la loro accompagnatrice. In previsione di una tempesta lo yacht viene mandato verso la terraferma così il gruppo rimane completamente isolato. Durante la permanenza nella villa, un assassino si diverte ad uccidere uno dopo l'altro gli invitati, senza un movente apparente.

## Produzione
La villa sullo sperone di roccia, visibile in alcune scene del film, in realtà non è mai esistita, ma è stata realizzata con l'ausilio di una "matta", cioè un dipinto su vetro che viene sovrapposto allo sfondo durante le riprese.

## Distribuzione
Il film è stato distribuito in Italia a partire dal 14 febbraio 1970; in Francia, con il titolo L'île de l'épouvante, il 22 novembre 1972. Il film è inoltre conosciuto con i titoli: Fem lig i fryseren in Danimarca; Cinco muñecas para la luna de agosto in Spagna; 5 koukles gia ena dolofono e Kolasmena kormia in Grecia; 5 dockor i augustimånen in Svezia; 5 Dolls for an August Moon e Island of Terror negli Stati Uniti.

## Colonna sonora
La colonna sonora è stata composta da Piero Umiliani e il rispettivo album fu pubblicato la prima volta nel 1971 dalla Cinevox Records, che continuò a ristamparlo nel corso degli anni.

### Tracce
Lato A
Testi e musiche di Piero Umiliani.
1. Cinque bambole (versione coro) – 3:32
2. Luna d'agosto – 2:36
3. Danza primitiva – 2:45
4. Danza Jazz Moon – 2:26
5. Danza Citar Free – 1:36
6. Notte di luna – 2:41
7. Fantoccio grottesco – 1:00

Durata totale: 16:36
Lato B
1. Luna d'agosto (organo solo) – 2:34
2. Bambola omicida – 2:18
3. Interludio azzurro – 2:35
4. Interludio giallo – 1:32
5. Cinque bambole rosa (organo e ritmi) – 2:23
6. Cinque bambole azzurre (vers. cembalo) – 3:53
7. Luna di pieno agosto (vers. coro) – 2:24

Durata totale: 17:39

## Citazioni e omaggi
- Quentin Tarantino, che già altre volte ha reso omaggio a Mario Bava nei suoi film, ne ha riprodotto una scena in Kill Bill: Volume 1, quella nella quale il gestore del club spegne le luci, quasi uguale a quella in cui il maggiordomo compie la medesima azione all'inizio del film di Bava.